# Station Salzgitter-Ringelheim
Station Salzgitter-Ringelheim (Bahnhof Salzgitter-Ringelheim) is een spoorwegstation in de Ortsteil Ringelheim van de Duitse plaats Salzgitter, in de deelstaat Nedersaksen. Het station bevindt zich ten zuidwesten van Ringelheim.

## Geschiedenis
In het zuiden van het huidige stadsgebied van Salzgitter doorkruiste in 1856 van Braunschweig in de richting van Kreiensen de Braunschweiger Staatsbahn. In het huidige Salzgitter kwamen de stations Salzgitter (nu Salzgitter Bad) en Ringelheim (Harz). In station Ringelheim kruiste de spoorlijn Braunschweig - Kreiensen vanaf 1875 de spoorlijn Hildesheim - Goslar. Deze lijn werd geëxploiteerd door de Hannover-Altenbekener Eisenbahn-Gesellschaft en de Magdeburg-Halberstädter Eisenbahn. In die tijd werd het stationsgebouw gebouwd volgens de stijl die in de Harz gewoonlijk was. Tussen 1938 en 1958 werd het spoorwegennet in de omgeving van Salzgitter omvangrijk omgebouwd. De emplacementen voor het rangeren van goederentreinen werd in de jaren '60 verkleind. De watertoren voor de stoomlocomotieven werd in december 1967 opgeblazen en de goederenloodsen werd in 1987 gesloopt. Na jarenlange leegstand werd het stationsgebouw in januari 1991 afgebroken. In kader van het programma "Niedersachsen ist am Zug! II" werd het station vanaf 2014 gemoderniseerd en alle perrons werden toegankelijk gemaakt. De officiële opening vond op 3 december 2015 plaats, midden maart 2016 werden ook de hellingen naar de perrons vrijgegeven.

## Indeling
Het station beschikt over vier zijperrons, waarvan maar één deels overkapt is. Vanaf perron 1 is via een voetgangerstunnel de perrons 2 en 6 te bereiken, die samen een soort van eilandperron vormen. Hier staan een aantal abri's. Perron 7 is alleen te bereiken via een overpad vanaf perron 6. Aan de zuidzijde van het station bevinden zich een parkeerterrein, een fietsenstalling en een klein busstation. 

## Naburig station
- Richting Kreiensen: voormalig Lutter am Barenberge, tegenwoordig Seesen;
- Richting Braunschweig: Salzgitter Bad;
- Richting Bad Harzburg: voormalig Othfresen, tegenwoordig Goslar;
- Richting Hildesheim: Baddeckenstedt.

## Verbindingen
De volgende treinseries doen het station Salzgitter-Ringelheim aan:
| Serie | Treinsoort                   | Route                                                                         | Bijzonderheden                  |
| ----- | ---------------------------- | ----------------------------------------------------------------------------- | ------------------------------- |
| RE 10 | Regional-Express (Erixx)     | Hannover Hbf – Hildesheim Hbf – Salzgitter-Ringelheim – Goslar – Bad Harzburg |                                 |
| RB 46 | Regionalbahn (DB Regio Nord) | Braunschweig Hbf – Salzgitter-Ringelheim – Seesen – Herzberg (Harz)           | 1x per twee uur in het weekend. |